# Жульєт Греко
Жульєт Греко (фр. Juliette Gréco; 7 лютого 1927, Монпельє, Еро — 23 вересня 2020, Раматюель, Вар) — французька співачка та акторка.

## Життєпис
Народилася 7 лютого 1927 року в місті Монпельє, департамент Еро, на півдні Франції. Її батько Жерар Греко був уродженець Корсики, мати Жульєт Лафешин (1899—1978) — француженка. Після розлучення батьків вихованням малої Жульєт та її старшої сестри Шарлотти займалися батьки матері, які обоє померли 1933 року, після чого мати забрала доньок до Парижа.
Під час Другої світової війни Жульєт наслідуючи приклад матері і сестри вступила до лав руху Опору, була заарештована разом з ними гестапо, але уникла вислання через юний вік (її матір та сестру було відправлено до табору Равенсбрюк, звідки їх було звільнено Чарвоною армією). Жульєт, яка лишилася в Парижі сама, прихистили материні друзі.
Скоро Жульєт стала однією з найяскравіших зірок повоєнної Франції, втіливши у своїх піснях розчарування та бідність французької інтелігенції, що стали наслідком Другої світової війни. Її образ того часу складався з чорного вбрання та довгого темного волосся, що розліталося. Греко, яка інтерпретувала тексти Раймона Кено, Жака Превера та Бориса Віана, часто відвідувала артистичні кав'ярні передмістя Сен-Жермен, де оберталася у колах паризької богеми. На той час її близьким другом був автогонщик Жан-П'єр Вімілль, а після його загибелі — музикант Майлз Девіс.
1949 року виконала невелику роль у фільмі Жана Кокто «Орфей». У 1950—1960 роках зіграла низку головних ролей у фільмах голлівудського кінопродюсера Дерріла Ф. Занука, з яким на той час перебувала у стосунках. Також помітною стала головна роль у французькому містичному мінісеріалі «Бельфегор — привид Лувра» (1965).
1992 року записала аудіокнигу «Листи до дочки» мадам де Севіньє. 1999 року на її честь названо сорт троянд Жульєт Греко.
2015 року, у 89-річному віці, завершила свій останній світовий тур «Merci».
Жульєт Греко померла 23 вересня 2020 року в себе вдома у місті Раматюель, департамент Вар, на півдні Франції в 93-річному віці. Похована на цвинтарі Монпарнас у Парижі поряд з чоловіком.
У вересні 2021 року неподалік абатства Сен-Жермен-де-Пре в 6-му окрузі Парижа було відкрито площу Жульєт Греко (фр. Place Juliette-Gréco).

## Особисте життя
Греко тричі була у шлюбі:
- 1953—1956 — Філіпп Лемейр, актор. 1954 року у подружжя народилась дочка Лоранс-Марі (померла 2016 року від раку). Шлюб завершився розлученням.
- 1966—1977 — Мішель Пікколі, актор. Цей шлюб також завершився розлученням.
- 1988 року її чоловіком став піаніст і її акомпаніатор Жерар Жуане (нар. 2 травня 1933). Шлюб тривав до смерті Жуане 16 травня 2018 року.

## Дискографія
- 1950 — Si tu t'imagines
- 1950 — La Fourmi
- 1951 — Je suis comme je suis
- 1951 — Les Feuilles mortes
- 1951 — Sous le ciel de Paris
- 1951 — Je hais les dimanches
- 1953 — La Fiancée du pirate
- 1954 — Coin de rue
- 1955 — Chanson pour l'Auvergnat
- 1960 — Il n'y a plus d'après
- 1961 — Jolie Môme
- 1961 — C'était bien (Le P'tit bal perdu)
- 1962 — Accordéon
- 1962 — Paris canaille
- 1963 — La Javanaise
- 1966 — Un petit poisson
- 1967 — Déshabillez-moi
- 1970 — Les Pingouins
- 1971 — La Chanson des vieux amants
- 1971 — J'arrive
- 1972 — Mon fils chante
- 1977 — Non monsieur je n'ai pas vingt ans
- 1983 — Le temps des cerises
- 1988 — Ne me quitte pas
- 2003 — L'Éternel féminin
- 2009 — Je me Souviens De Tout
- 2011 — Ça se Traverse et C'est Beau
- 2013 — Gréco chante Brel
- 2015 — Merci

## Фільмографія
| Рік  |    | Українська назва              | Оригінальна назва                 | Роль                                |
| ---- | -- | ----------------------------- | --------------------------------- | ----------------------------------- |
| 1948 | ф  | Брати Букінкан                | Les Frères Bouquinquant           | черниця                             |
| 1949 | кф | Туди і назад                  | Aller et retour                   | Каліпсо                             |
| 1949 | ф  | У царстві небесному           | Au royaume des cieux              | Рашель                              |
| 1950 | ф  | Орфей                         | Orphée                            | Аглаоніка                           |
| 1950 | ф  | Адреса невідома               | Sans laisser vd'adresse           | камео                               |
| 1952 | ф  | Зелена рукавичка              | Le Gantrled vert                  | співачка                            |
| 1953 | ф  | Коли ти прочитаєш цього листа | Quand tu liras cette lettre       | Тереза                              |
| 1955 | ф  | Єлена і чоловіки              | Elena et les Hommes               | Міарка                              |
| 1956 | ф  | Власниця Ліванського замку    | La Châtelaine du Liban            | Маруся                              |
| 1956 | ф  | Чоловік і дитина              | L'Homme et l'Enfant               | Нікі Ністакос                       |
| 1957 | ф  | І сходить сонце               | The San Also Rises                | Жоржет Обен                         |
| 1958 | ф  | Коріння неба                  | The Roots of Heaven               | Мінна                               |
| 1958 | ф  | Гола земля (Ріка алігаторів)  | The Naked Earth                   | Марія Бойл                          |
| 1959 | ф  | Чорторий                      | Whirlpool                         | Лора                                |
| 1960 | ф  | Тріщіна у дзеркалі            | Crack in the Mirror               | Епоніна Меркадьє / Флоренс Ламорсьє |
| 1961 | ф  | Велика гра                    | The Big Gamble                    | Марі Бреннан                        |
| 1962 | ф  | Наклеп                        | Malefices                         | Міріам Хеллер                       |
| 1965 | ф  | Кохання біля моря             | L'Amour à la mer                  | акторка                             |
| 1965 | с  | Бельфегор — привид Лувра      | Belphegor ou le Fantome du Louvre | Лоранс Борель / Стефані Борель      |
| 1965 | ф  | Хатина дядька Тома            | Onkel Toms Hütte                  | Діна                                |
| 1967 | ф  | Ніч генералів                 | The Night of the Generals         | Жульєт                              |
| 1975 | ф  | Лілі, покохай мене            | Lily aime-moi                     | Фло                                 |
| 2001 | ф  | Бельфегор — привид Лувра      | Belphégor, le fantôme du Louvre   | жінка на цвинтарі                   |
| 2002 | ф  | Торжество Едермана            | Le Derniere Fete de Jedermann     | Івонн Беккер                        |

## Кіновтілення
- 2010 — У фільмі «Генсбур. Герой і хуліган» (жанр якого зазначено як біографічна фантазія) роль Жульєт Греко виконала Анна Муглаліс.
- 2011 — У телефільмі «V значить Віан» (фр. V comme Vian) роль Жульєт Греко зіграла Міріам Моралі.

## Відзнаки
- 2012 — Орден Почесного легіону командорського ступеня; офіцерського ступеня (2002); кавалерського ступеня (1984).
- 2015 — Орден «За заслуги» (Франція) — Великий офіцер; командорського ступеня (2006); офіцерського ступеня (1999).
- 2016 — Орден Мистецтв та літератури командорського ступеня.

## Галерея

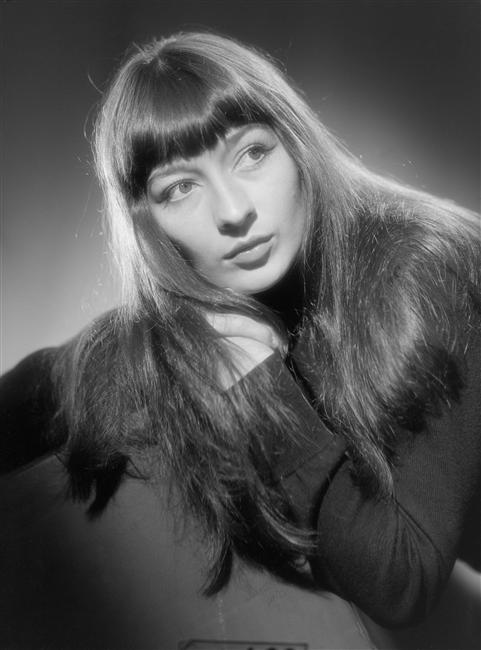
Жульєт Греко у 1950 році
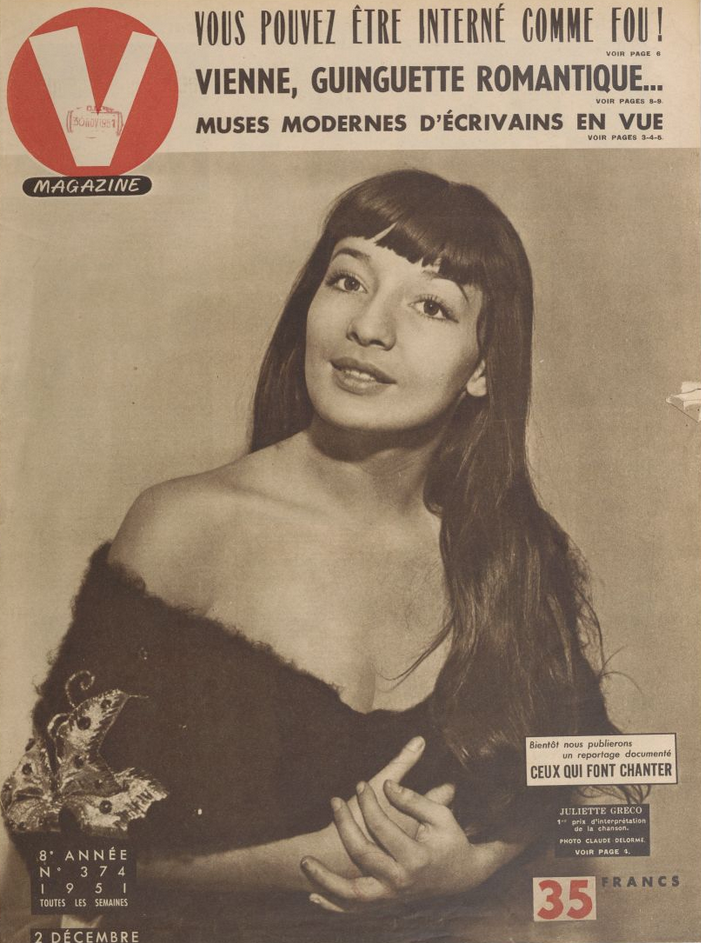
Жульєт Греко на обкладинці журналу «V» у грудні 1951 року
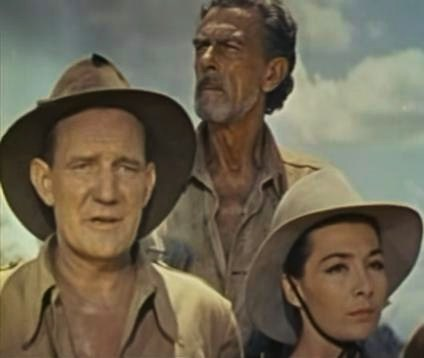
Тревор Говард, Фредерік Ледебур і Жульєт Греко у фільмі «Коріння неба» (1958)
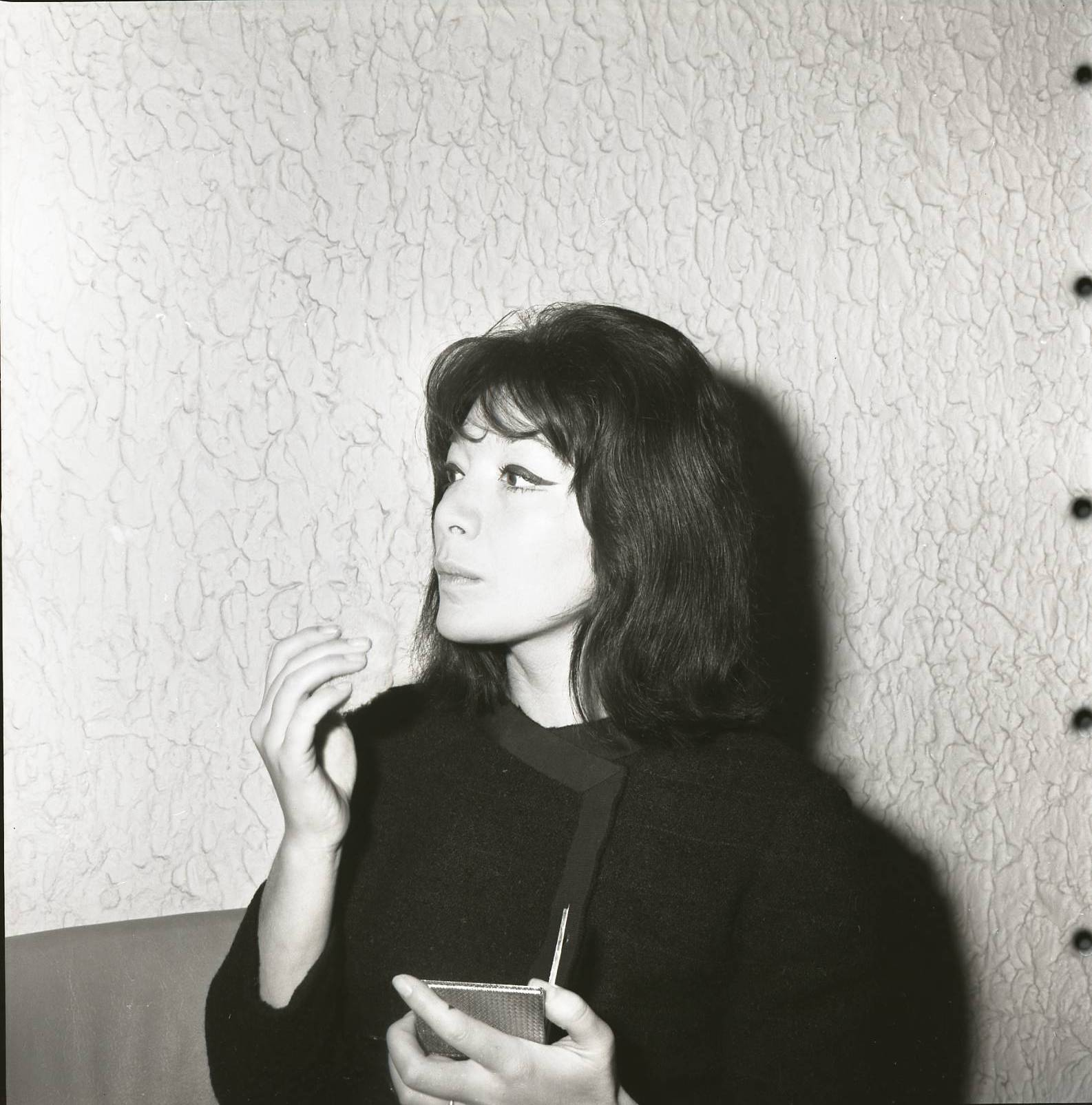
Жульєт Греко у 1962 році
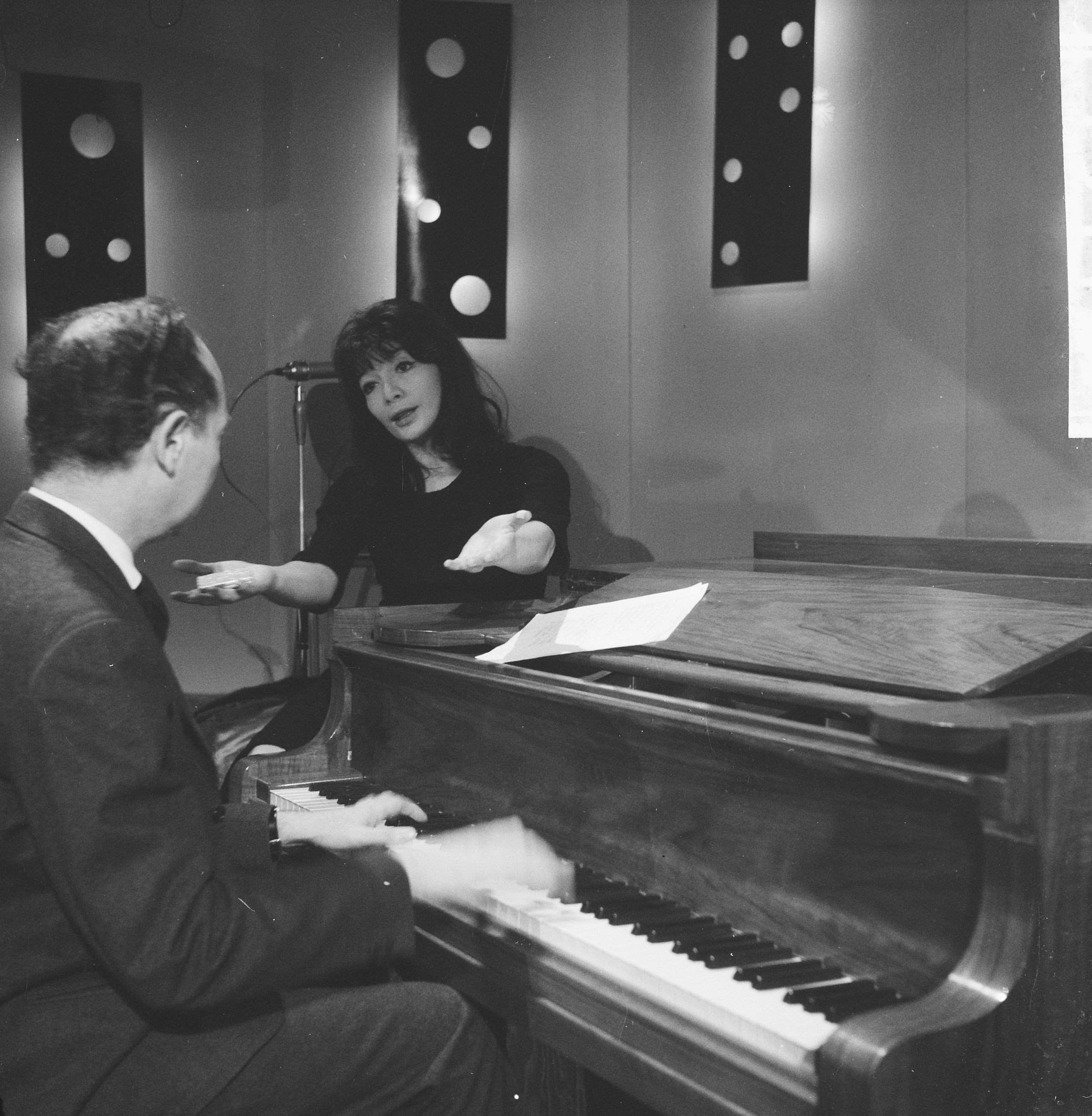
Жульєт Греко і піанст Дені Паттерсон у 1962 році
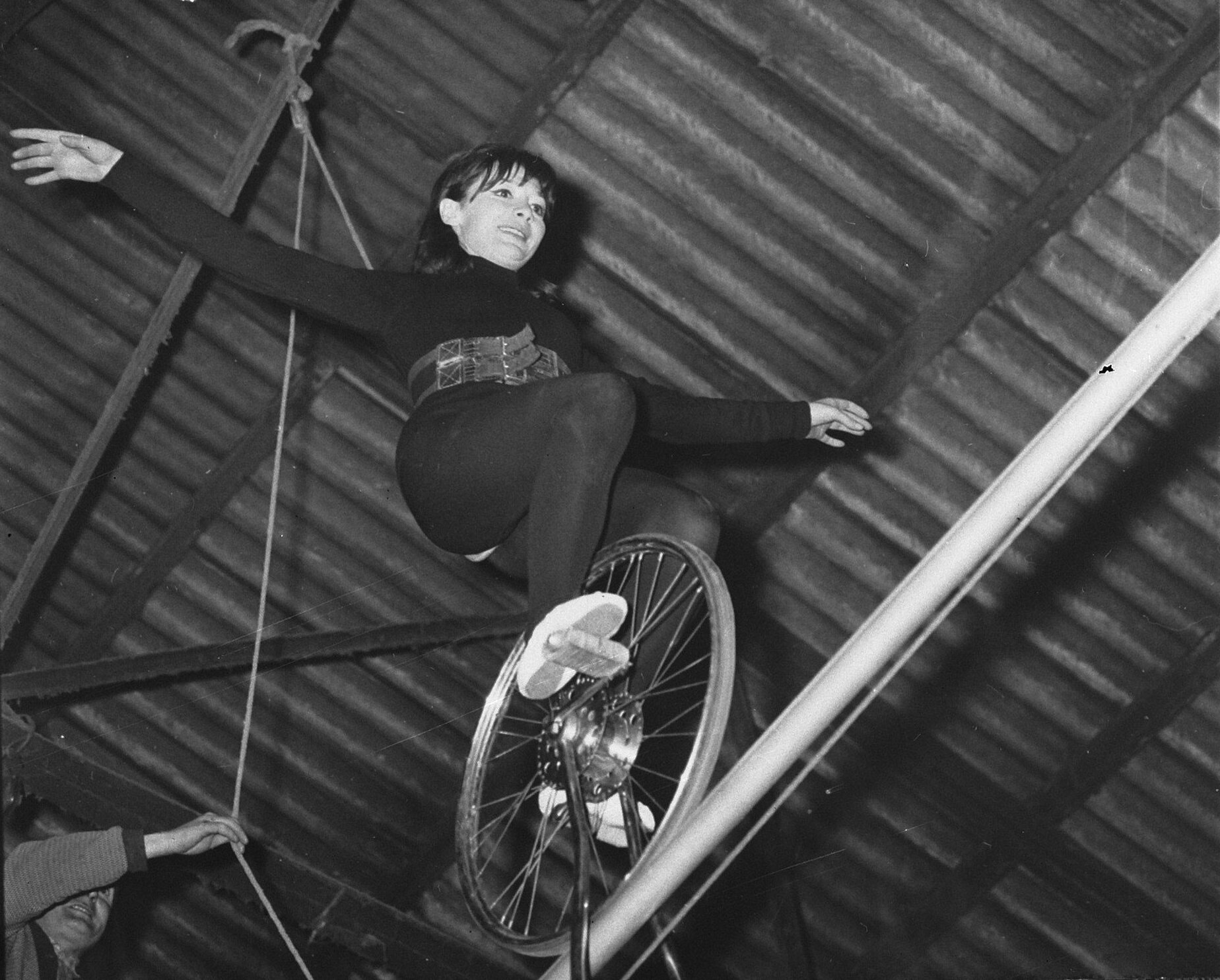
Жульєт Греко у 1962 році
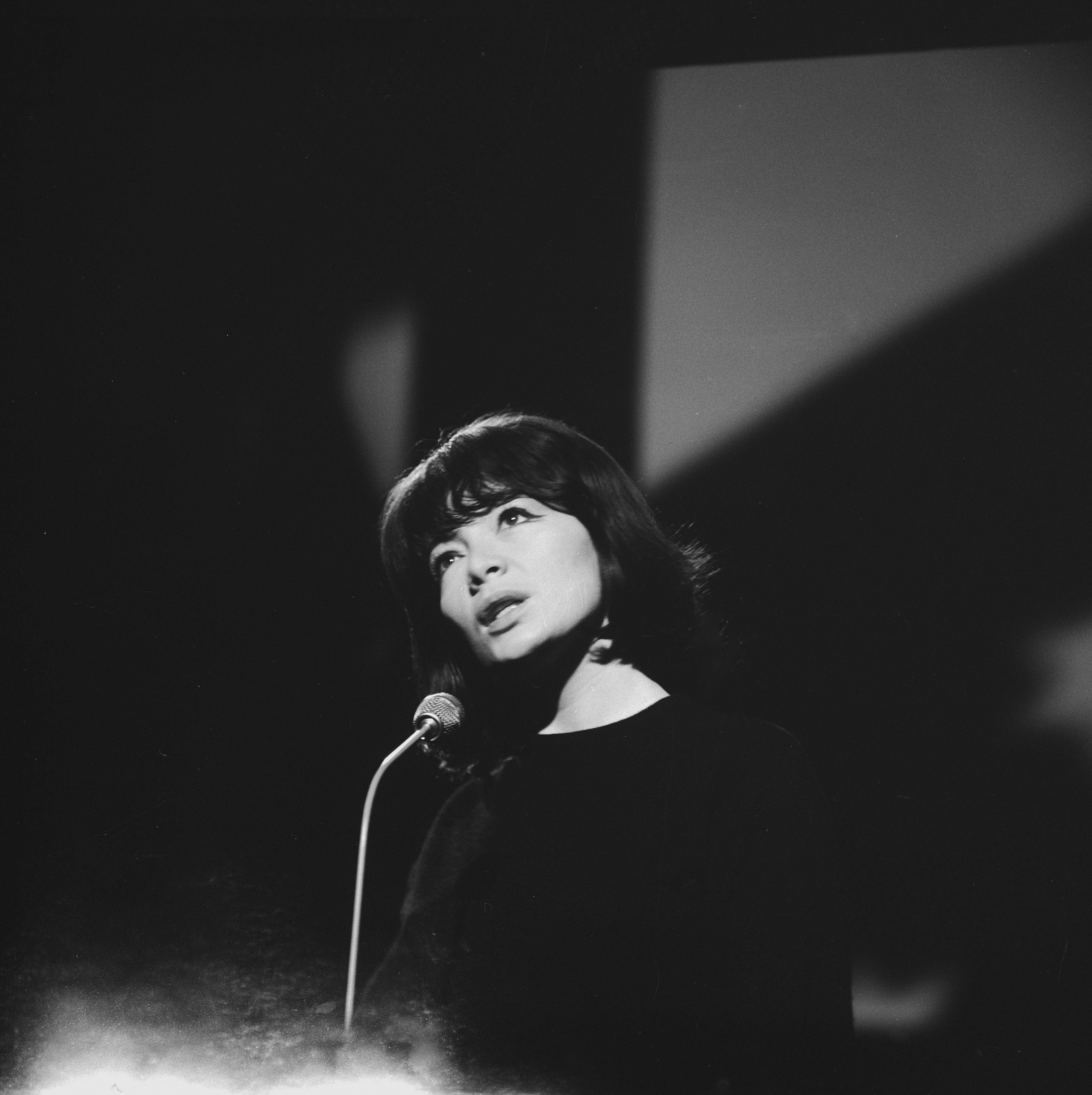
Жульєт Греко у 1963 році
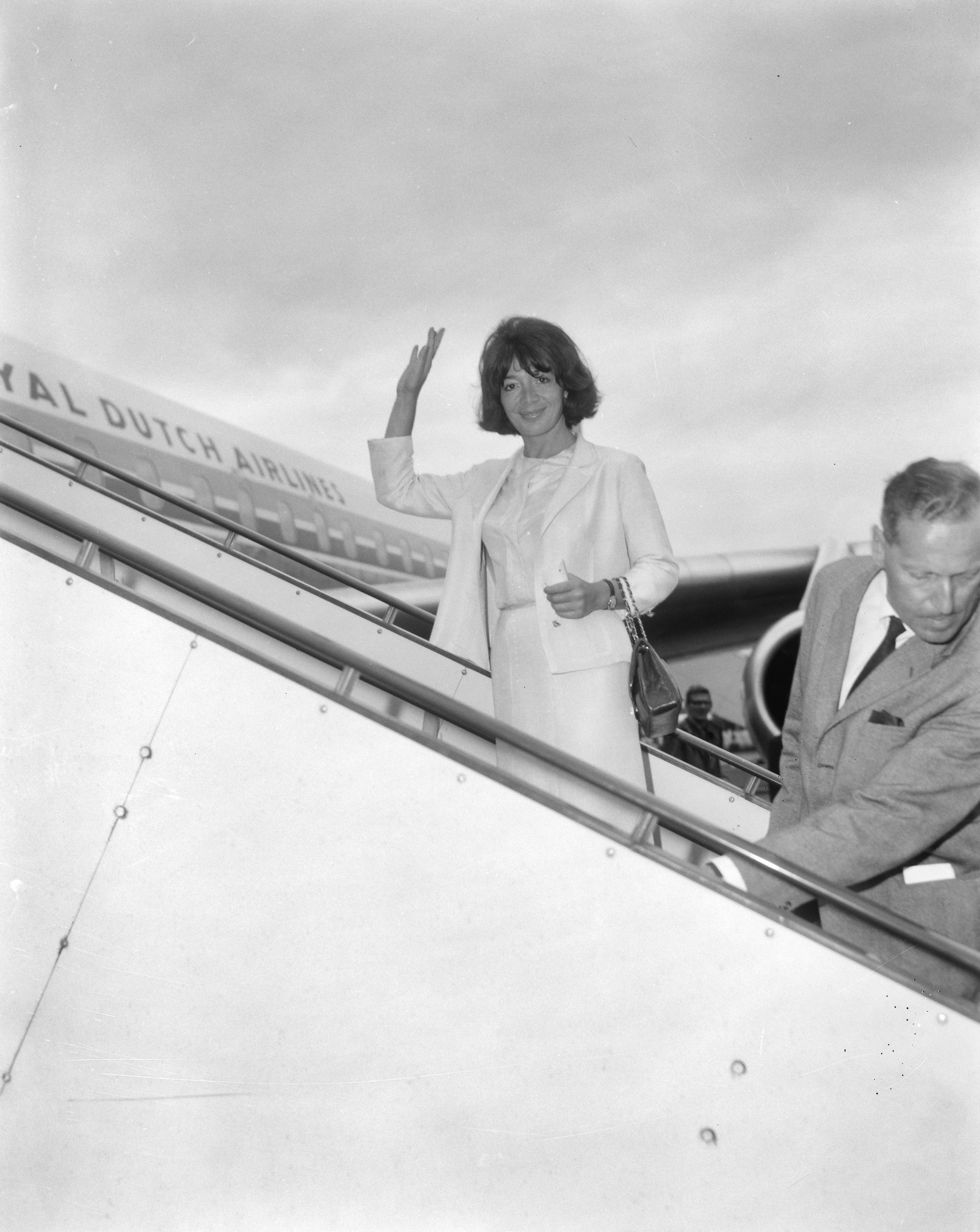
Жульєт Греко у 1964 році
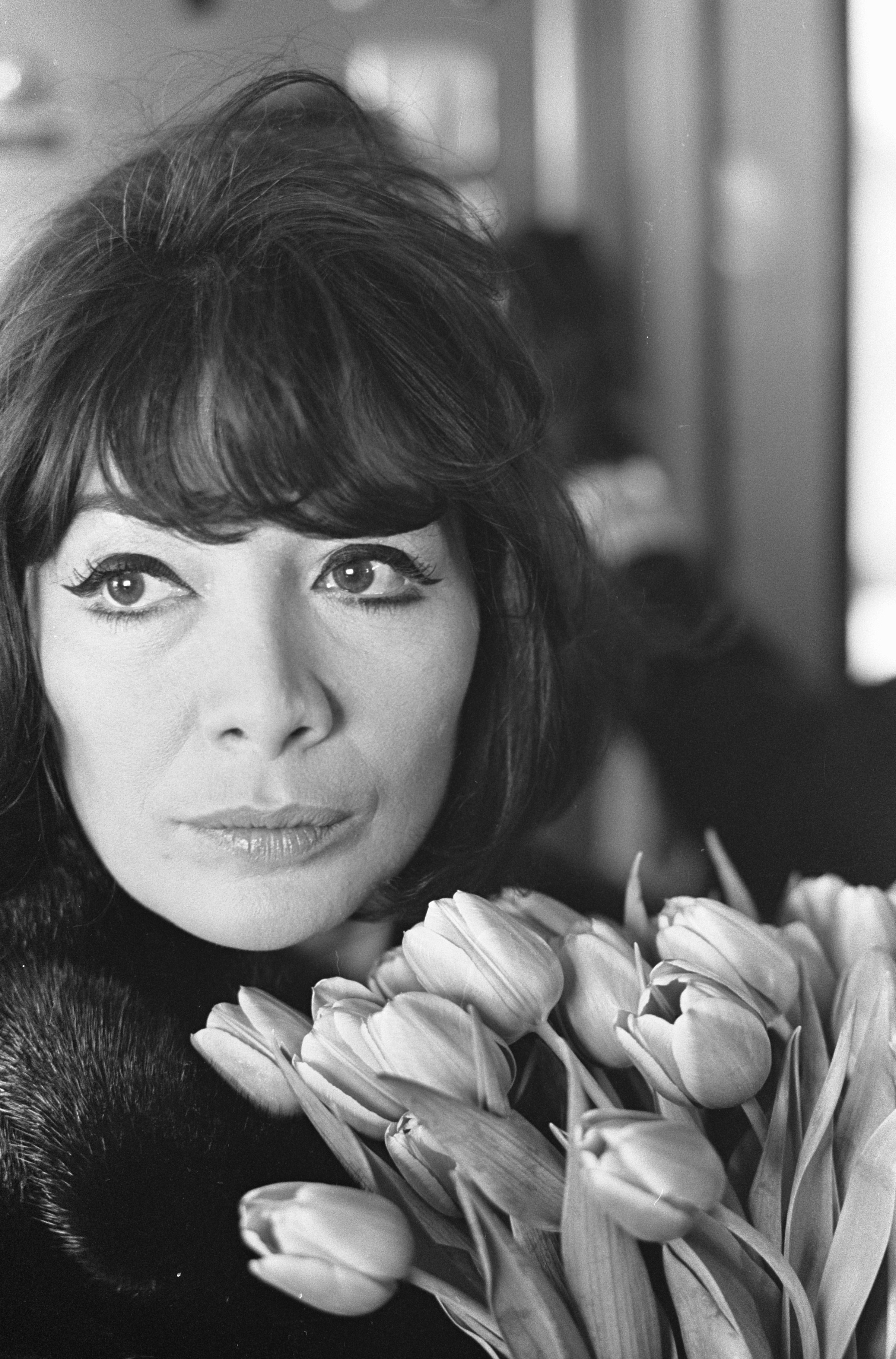
Жульєт Греко у 1966 році
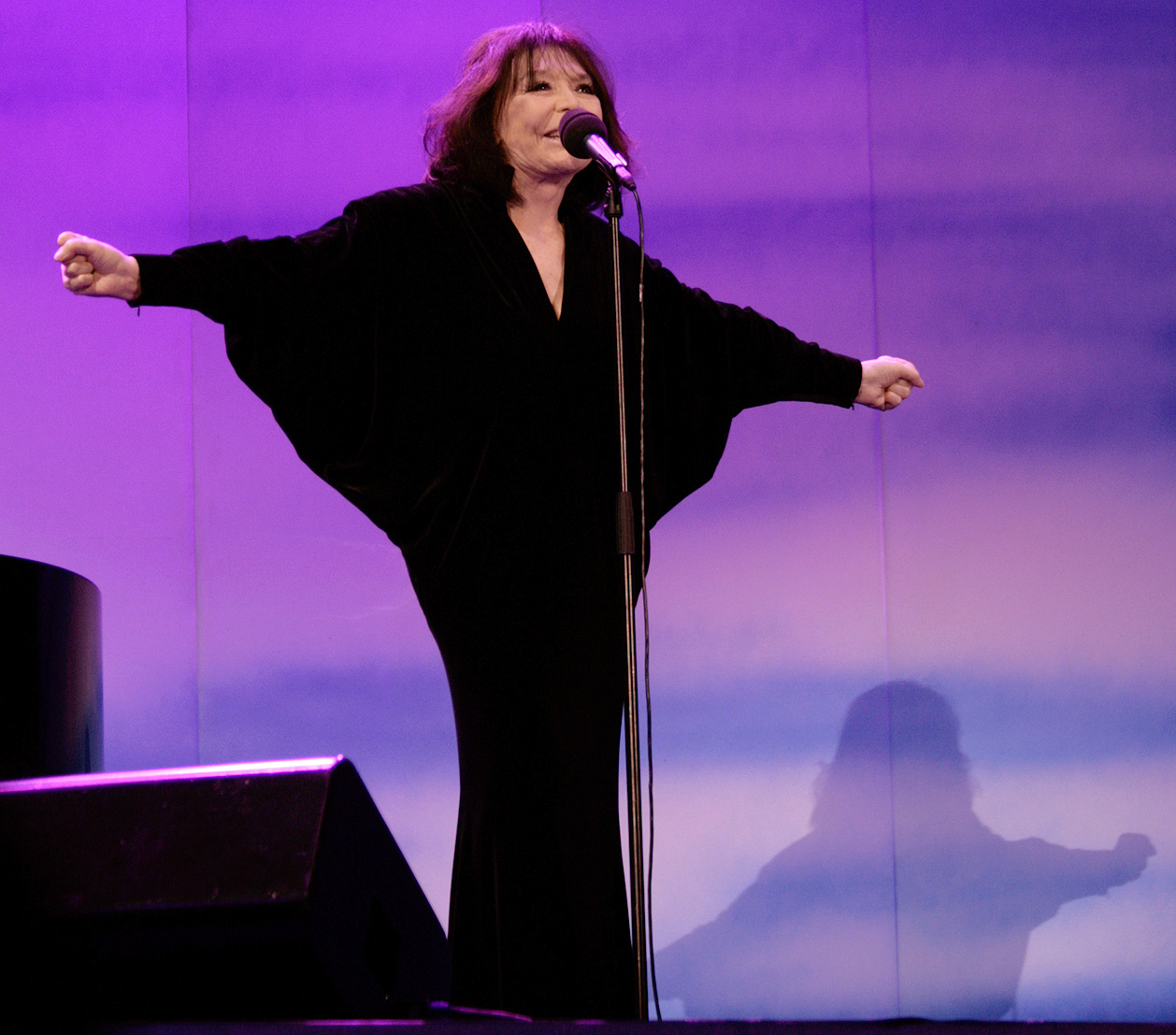
Жульєт Греко у 2009 році